# آده آکینبی
آده آکینبی (انگلیسی: Ade Akinbiyi؛ زادهٔ ۱۰ اکتبر ۱۹۷۴) بازیکن فوتبال اهل بریتانیا است.
از باشگاه‌هایی که در آن بازی کرده‌است می‌توان به باشگاه فوتبال هرفورد یونایتد، باشگاه فوتبال استوک سیتی، باشگاه فوتبال کریستال پالاس، باشگاه فوتبال گیلینگام، باشگاه فوتبال شفیلد یونایتد، باشگاه فوتبال ولورهمپتون واندررز، باشگاه فوتبال نوریچ سیتی، باشگاه فوتبال بریستول سیتی، باشگاه فوتبال کولوین بای، باشگاه فوتبال برایتون اند هوو آلبیون، هیوستون دینامو، باشگاه فوتبال نوتس کانتی، باشگاه فوتبال برنلی، و باشگاه فوتبال لستر سیتی اشاره کرد.
وی همچنین در تیم ملی فوتبال نیجریه بازی کرده‌است.